# Нюгорсвольд, Йохан
Йохан Нюгорсвольд (норв. Johan Nygaardsvold, 6 сентября 1879, Хоммельвик, Сёр-Трёнделаг, Норвегия — 13 марта 1952) — норвежский политик, член Норвежской Рабочей партии. Премьер-министр Норвегии с 1935 по 1945 годы (с 1940 по 1945 год находился в изгнании в Лондоне), руководил своим кабинетом министров.

## Биография
Родился в Хоммельвике, главном городе муниципалитета Малвик в графстве Сёр-Трёнделаг, у жены фермера, арендовавшего земельный участок. Его отец был одним из основателей первого профсоюза в этой области, и Юхан стал работать на заводе, перерабатывавшем пиломатериалы, когда ему исполнилось 12 лет.

## Карьера
В 1902 году эмигрировал в Канаду, где взял имя Джон Вестби. Работал в Британской Колумбии в Канаде, в Каллиспеле, Монтане и Спокане, Вашингтоне, США до возвращения в Норвегию в 1907 году, затем начал работать в качестве IWW агитатора.
В 1910 году был избран в совет по образованию Норвежской рабочей партии. В 1916 году впервые избран в парламент Норвегии, где с этого времени находился непрерывно вплоть до 1949 года. Был рабочим в шведском лесопромышленном комплексе в течение первых нескольких лет. С 1920 по 1922 год занимал пост мэра в своём родном городе.
В 1928 году был назначен министром сельского хозяйства в правительстве Кристофера Хорнсруда. С 11 января 1934 по 20 марта 1935 занимал пост президента стортинга. В 1935 году ему было предложено сформировать правительство.
Работал в качестве премьер-министра вплоть до нападения Германии на Норвегию 9 апреля 1940 года, когда правительство бежало в Лондон. Объявил в 1942 году, что выйдет в отставку, как только война закончится, что и сделал. Возглавлял кабинет министров, пока правительство не вернулось в Норвегию 31 мая 1945 года, и ушёл в отставку 25 июня, когда Хокон VII назначил Эйнара Герардсена главой временного правительства, составленного из всех политических партий.
Оставил политику в 1949 году. Умер от рака в 1952 году.
Известный как «Gubben» («старик»), он имел огромную популярность, за счёт которой и был предоставлен кредит для рабочей партии в выборах в 1933 году. Помог разработать так называемый «кризис соглашений» с группой фермеров. Деятельность сформированного им правительства, в первую очередь, была направлена на ликвидацию последствий Великой депрессии, однако это также сильно сказалось на внешней политике, из-за неосмотрительности которой была допущена оккупация Норвегии войсками нацистской Германии, что отмечал и сам, находясь в эмиграции. Следственной комиссией, которая подготовила доклад после войны, было установлено, что он не может быть освобожден от ответственности за отсутствие подготовки на случай немецкого вторжения, но ему была дана возможность руководить работой правительства на то время, пока они находятся в изгнании. Был награждён повышенной зарплатой за заслуги и верную службу, но отказался от неё.

## Награды
- Медаль «За выдающиеся гражданские достижения» в золоте (Норвегия)